# Feats of Clay (Čarovnice)
Feats of Clay  je enajsta epizoda prve sezone serije Čarovnice. 

## Obnova epizode
Pheobe obišče bivši fant Clay, ki prosi Prue, da proda egipčansko vazo. Prue ugotovi, da je vaza ukradena, zato vazo umakne iz dražbe. Kasneje ugotovijo, da je vaza prekleta in vsakdo, ki jo ukrade mora plačati. Čarovnice poskušajo rešiti Claya vendar v knjigi senc ne najdejo odgovora. Clay se reši uroka ko poskuša rešiti Phoebi.